# Теїзм
Теї́зм є релігійним або філософським переконанням існування надприродної сили чи істоти, яка створила світ, підтримує його та керує його розвитком.
Існують різні напрями теїзму:
- монотеїзм: єдинобожжя, віра в одного Бога;
- політеїзм: багатобожжя, віра в багатьох богів, які керують кожен окремим аспектом буття і які здебільшого усвідомлюються як внутрішньосвітові сили;
- генотеїзм й монолатрія: багатобожжя, віра в багатьох взаємозамінних богів або в те що, різні боги є іпостасями єдиного Бога.

Теїстичними релігіями є, зокрема, християнство, іслам, індуїзм та юдаїзм.
Від теїзму відмежовуються такі поняття:
- атеїзм: заперечення існування Бога або богів;
- агностицизм: принципова неможливість відповіді на питання щодо існування або неіснування Бога/богів;
- деїзм: віра в Бога-творця світу, але невіра в його подальшу діяльність (тобто, він лише створює світ і не втручається його подальший розвиток);
- пантеїзм: природа та Бог є єдиним цілим, світ виникає з Бога;
- пандеїзм: віра в Бога-творця, але не в його подальшу діяльність, оскільки Бог став природою (комбінація пантеїзму та деїзму);
- панентеїзм: світ перебуває у Богові, але Бог є більшим від світу;
- теократизм: глава держави є релігійним лідером та/або вважається одним з богів;
- космотеїзм: світ є єдність, яка сама себе упорядковує без вольового акту Бога-творця.